# Alister McRae
Alister Ritchie McRae (Lanark, 20 dicembre 1970) è un pilota di rally britannico.

## Carriera
Fratello del più famoso Colin McRae e figlio di Jimmy McRae che fu a sua volta cinque volte campione britannico, Alister ha debuttato nel campionato del mondo rally nel 1991. Negli anni seguenti ha marcato occasionali presenze nel mondiale, facendo segnare nel 1993 il primo punto iridato e nel 1995 un quarto posto nel rally di Gran Bretagna; nello stesso anno ha vinto il campionato britannico rally alla guida di una Nissan Sunny.
Nel 1999 ha iniziato a correre a tempo pieno con il team Hyundai, portando al debutto nel 2000 la Hyundai Accent WRC, e nel 2002 è passato al team Mitsubishi Ralliart. In queste stagioni ha ottenuto come miglior risultato un quarto posto nel rally di Gran Bretagna 2001.
Nella stagione 2004 ha preso parte alle tappe valide per il campionato del mondo rally vetture di produzione con una Subaru Impreza WRX STi del R.E.D. World Rally Team arrivando quinto nella relativa classifica. Nel 2011 ha vinto l'Asia-Pacific Rally Championship alla guida di una Proton Satria Neo S2000 e l'anno successivo con la stessa vettura del team Proton Motorsport ha disputato due prove mondiali nel contesto del Super 2000 World Rally Championship.

## Vittorie nel Group N Cup
| Nº | Anno | Rally                  | Copilota     | Vettura                     |
| -- | ---- | ---------------------- | ------------ | --------------------------- |
| 1  | 1992 | Rally di Gran Bretagna | David Senior | Ford Sierra RS Cosworth 4x4 |

## Risultati nel mondiale rally

### WRC
| 1991 | Scuderia | Vettura          |  |  |  |  |  |  |  |  |  |  |  |  |  |     |  |  | Punti | Pos. |
| ---- | -------- | ---------------- |  |  |  |  |  |  |  |  |  |  |  |  |  | --- |  |  | ----- | ---- |
| 1991 | Privato  | Subaru Legacy RS |  |  |  |  |  |  |  |  |  |  |  |  |  | Rit |  |  | 0     |      |

| 1992 | Scuderia          | Vettura                 |  |  |  |  |  |  |  |  |  |  |  |  |  |    |  |  | Punti | Pos. |
| ---- | ----------------- | ----------------------- |  |  |  |  |  |  |  |  |  |  |  |  |  | -- |  |  | ----- | ---- |
| 1992 | Shell Scholarship | Ford Sierra RS Cosworth |  |  |  |  |  |  |  |  |  |  |  |  |  | 14 |  |  | 0     |      |

| 1993 | Scuderia               | Vettura                                  |  |     |  |  |  |  |  |  |  |  |  |  |    |  |  |  | Punti | Pos. |
| ---- | ---------------------- | ---------------------------------------- |  | --- |  |  |  |  |  |  |  |  |  |  | -- |  |  |  | ----- | ---- |
| 1993 | Privato 555 Subaru WRT | Ford Sierra RS Cosworth Subaru Legacy RS |  | Rit |  |  |  |  |  |  |  |  |  |  | 10 |  |  |  | 1     | 65º  |

| 1994 | Scuderia  | Vettura          |  |  |  |  |  |  |  |    |    |     |  |  |  |  |  |  | Punti | Pos. |
| ---- | --------- | ---------------- |  |  |  |  |  |  |  | -- | -- | --- |  |  |  |  |  |  | ----- | ---- |
| 1994 | Nissan F2 | Nissan Sunny GTI |  |  |  |  |  |  |  | 15 | 12 | Rit |  |  |  |  |  |  | 0     |      |

| 1995 | Scuderia | Vettura                 |  |  |  |  |  |  |  |   |  |  |  |  |  |  |  |  | Punti | Pos. |
| ---- | -------- | ----------------------- |  |  |  |  |  |  |  | - |  |  |  |  |  |  |  |  | ----- | ---- |
| 1995 | Privato  | Ford Sierra RS Cosworth |  |  |  |  |  |  |  | 4 |  |  |  |  |  |  |  |  | 10    | 10º  |

| 1996 | Scuderia               | Vettura         |  |  |  |  |  |  |     |  |  |  |  |  |  |  |  |  | Punti | Pos. |
| ---- | ---------------------- | --------------- |  |  |  |  |  |  | --- |  |  |  |  |  |  |  |  |  | ----- | ---- |
| 1996 | SanYang MIT Motorsport | Honda Civic VTI |  |  |  |  |  |  | Rit |  |  |  |  |  |  |  |  |  | 0     |      |

| 1997 | Scuderia     | Vettura                     |  |    |  |   |  |  |  |  |  |  |  |  |     |    |  |  | Punti | Pos. |
| ---- | ------------ | --------------------------- |  | -- |  | - |  |  |  |  |  |  |  |  | --- | -- |  |  | ----- | ---- |
| 1997 | S.B.G. Sport | Volkswagen Golf III Kit Car |  | 21 |  | 9 |  |  |  |  |  |  |  |  | Rit | SQ |  |  | 0     |      |

| 1998 | Scuderia                                        | Vettura                                                         |  |     |  |  |    |    |     |  |  |    |    |    |     |  |  |  | Punti | Pos. |
| ---- | ----------------------------------------------- | --------------------------------------------------------------- |  | --- |  |  | -- | -- | --- |  |  | -- | -- | -- | --- |  |  |  | ----- | ---- |
| 1998 | S.B.G. Sport Hyundai Motor Sport 555 Subaru WRT | Volkswagen Golf Kit Car Hyundai Coupé Subaru Impreza S4 WRC '98 |  | Rit |  |  | 19 | 15 | Rit |  |  | 13 | 22 | 17 | Rit |  |  |  | 0     |      |

| 1999 | Scuderia            | Vettura             |  |     |  |    |     |  |  |     |    |    |    |     |    |     |  |  | Punti | Pos. |
| ---- | ------------------- | ------------------- |  | --- |  | -- | --- |  |  | --- | -- | -- | -- | --- | -- | --- |  |  | ----- | ---- |
| 1999 | Hyundai Motor Sport | Hyundai Coupé Evo 2 |  | Rit |  | 13 | Rit |  |  | Rit | 20 | 20 | 10 | Rit | 14 | Rit |  |  | 0     |      |

| 2000 | Scuderia            | Vettura            |  |    |  |     |     |   |     |     |   |  |    |    |     |    |  |  | Punti | Pos. |
| ---- | ------------------- | ------------------ |  | -- |  | --- | --- | - | --- | --- | - |  | -- | -- | --- | -- |  |  | ----- | ---- |
| 2000 | Hyundai Castrol WRT | Hyundai Accent WRC |  | 14 |  | Rit | Rit | 7 | Rit | Rit | 9 |  | 12 | 16 | Rit | 11 |  |  | 0     |      |

| 2001 | Scuderia            | Vettura                                |   |     |   |    |   |   |    |  |    |   |     |   |    |   |  |  | Punti | Pos. |
| ---- | ------------------- | -------------------------------------- | - | --- | - | -- | - | - | -- |  | -- | - | --- | - | -- | - |  |  | ----- | ---- |
| 2001 | WRT Hyundai Castrol | Hyundai Accent WRC Hyundai Accent WRC2 | 7 | Rit | 6 | 11 | 9 | 7 | 15 |  | 13 | 9 | Rit | 9 | 10 | 4 |  |  | 4     | 17º  |

| 2002 | Scuderia                     | Vettura                                      |    |   |    |    |     |   |     |   |     |     |     |  |  |  |  |  | Punti | Pos. |
| ---- | ---------------------------- | -------------------------------------------- | -- | - | -- | -- | --- | - | --- | - | --- | --- | --- |  |  |  |  |  | ----- | ---- |
| 2002 | Marlboro Mitsubishi Ralliart | Mitsubishi Lancer WRC Mitsubishi Lancer WRC2 | 14 | 5 | 10 | 13 | Rit | 8 | Rit | 9 | Rit | Rit | Rit |  |  |  |  |  | 2     | 14º  |

| 2003 | Scuderia                   | Vettura                |  |  |  |   |  |  |  |  |  |  |  |  |  |  |  |  | Punti | Pos. |
| ---- | -------------------------- | ---------------------- |  |  |  | - |  |  |  |  |  |  |  |  |  |  |  |  | ----- | ---- |
| 2003 | Mitsubishi Ralliart Europe | Mitsubishi Lancer WRC2 |  |  |  | 6 |  |  |  |  |  |  |  |  |  |  |  |  | 3     | 15º  |

| 2004 | Scuderia   | Vettura                |  |    |     |    |  |  |  |  |  |    |  |    |  |    |  |     | Punti | Pos. |
| ---- | ---------- | ---------------------- |  | -- | --- | -- |  |  |  |  |  | -- |  | -- |  | -- |  | --- | ----- | ---- |
| 2004 | R.E.D. WRT | Subaru Impreza WRX STi |  | 17 | Rit | 13 |  |  |  |  |  | 17 |  | 14 |  | 15 |  | Rit | 0     |      |

| 2006 | Scuderia | Vettura              |  |  |  |  |  |  |  |  |  |  |  |  |  |  |  |     | Punti | Pos. |
| ---- | -------- | -------------------- |  |  |  |  |  |  |  |  |  |  |  |  |  |  |  | --- | ----- | ---- |
| 2006 | Privato  | Toyota Corolla S2000 |  |  |  |  |  |  |  |  |  |  |  |  |  |  |  | Rit | 0     |      |

| 2007 | Scuderia          | Vettura                  |  |  |  |  |  |  |  |  |  |  |    |  |  |  |  |  | Punti | Pos. |
| ---- | ----------------- | ------------------------ |  |  |  |  |  |  |  |  |  |  | -- |  |  |  |  |  | ----- | ---- |
| 2007 | Taylor Motorsport | Mitsubishi Lancer Evo IX |  |  |  |  |  |  |  |  |  |  | 21 |  |  |  |  |  | 0     |      |

| 2012 | Scuderia          | Vettura                 |  |    |  |  |  |  |     |  |  |  |  |  |  |  |  |  | Punti | Pos. |
| ---- | ----------------- | ----------------------- |  | -- |  |  |  |  | --- |  |  |  |  |  |  |  |  |  | ----- | ---- |
| 2012 | Proton Motorsport | Proton Satria Neo S2000 |  | 37 |  |  |  |  | Rit |  |  |  |  |  |  |  |  |  | 0     |      |

| Legenda | 1º posto | 2º posto | 3º posto | A punti | Senza punti | Ritirato | Squalificato | NP=Non partito C=Gara cancellata | Apice=Power stage |

### S-WRC
| 2012 | Scuderia          | Vettura                 |  |   |  |  |  |  |     |  |  |  |  |  |  |  |  |  | Punti | Pos. |
| ---- | ----------------- | ----------------------- |  | - |  |  |  |  | --- |  |  |  |  |  |  |  |  |  | ----- | ---- |
| 2012 | Proton Motorsport | Proton Satria Neo S2000 |  | 7 |  |  |  |  | Rit |  |  |  |  |  |  |  |  |  | 6     | 13º  |

| Legenda | 1º posto | 2º posto | 3º posto | A punti | Senza punti | Ritirato | Squalificato | NP=Non partito C=Gara cancellata | Apice=Power stage |

### Group N Cup/P-WRC
| 1992 | Scuderia | Vettura                     |  |  |  |  |  |  |  |  |  |  |  |  |  |   |  |  | Punti | Pos. |
| ---- | -------- | --------------------------- |  |  |  |  |  |  |  |  |  |  |  |  |  | - |  |  | ----- | ---- |
| 1992 |          | Ford Sierra RS Cosworth 4x4 |  |  |  |  |  |  |  |  |  |  |  |  |  | 1 |  |  | 13    | 9º   |

| 2004 | Scuderia                | Vettura                                                                |  |   |     |   |  |  |  |  |  |   |  |  |  |   |  |     | Punti | Pos. |
| ---- | ----------------------- | ---------------------------------------------------------------------- |  | - | --- | - |  |  |  |  |  | - |  |  |  | - |  | --- | ----- | ---- |
| 2004 | R.E.D. World Rally Team | Subaru Impreza Sti N9, Subaru Impreza WRX STi e Subaru Impreza Sti N10 |  | 2 | Rit | 3 |  |  |  |  |  | 3 |  |  |  | 3 |  | Rit | 26    | 5º   |

| Legenda | 1º posto | 2º posto | 3º posto | A punti | Senza punti | Ritirato | Squalificato | NP=Non partito C=Gara cancellata | Apice=Power stage |